# 屯村铺遗址
屯村铺遗址位于山东省东平县旧县乡屯村铺东北1.5公里处，为一处古遗址，目前是东平县县级文物保护单位。
遗址区东西长500米，南北东部宽50米，西部宽200米，遗址大致呈扇形。长期被山水冲刷，损毁严重，遗留文化层很少。东风水库的修建以及拦水大坝的修建均对该遗址造成的十分严重的破坏。但仍有一些蚌片、器物残片被出土或在该遗址附近被发现。
目前没有发现任何志书和史籍记载此处。根据现场考察和文物标本确定该遗址为商周时代聚落遗址。